# Val d'Aupa
La Val d'Aupa (Val Aupe in friulano, Aupatal in tedesco Avpaska Dolina in sloveno) è una valle delle Alpi Carniche orientali, in Friuli-Venezia Giulia, che mette in comunicazione i comuni di Moggio Udinese e Pontebba, in provincia di Udine: lunga 15 km, attraversata dall'omonimo torrente, ha direzione nord-sud, inizia presso la Sella di Cereschiatis e si apre prima verso sud-ovest, poi verso sud, fino alla confluenza con il Canal del Ferro presso Moggio.

## Geografia fisica
La valle scende da nord a sud dalla sella di Cereschiatis, oltre la quale a nord si trova il territorio del comune di Pontebba, fino al comune di Moggio Udinese, ed è caratterizzata da fianchi scoscesi tra la Creta Grauzaria a sud-ovest e lo Zuc del Bor a nord-est, mentre ad est oltre la linea di cresta spartiacque si trova il Canal del Ferro. Percorsa dal torrente Aupa, a nord-ovest oltre la linea spartiacque si estende la valle carnica di Paularo o Val Chiarsò, a sud la valle comprende i villaggi di Pradis (477 m), Chiaranda (422 m), Grauzaria (516 m), Dordolla (612 m) e Bevorchians (insediamento sparso in quota fra 624 e 971 m). Scarsamente popolata (175 ab.), nella stagione estiva riceve un flusso di villeggianti.
Alla base della parete nord della Creta Grauzaria rimane fino ad estate inoltrata un nevaio considerevole per l'altitudine (1225 m); nel luglio 2009 misurava circa 70 metri di lunghezza e 25 di spessore; lo stesso anno un lembo (circa 10 per 5 m) è rimasto fino all'arrivo delle nuove nevicate in dicembre.

### Flora
I limiti altitudinali per piante fruttifere storiche: 
Castagno: 800 m località Lizer
Pero, melo:1000 m Costa Andri, Gran Cuel, Gians 
ciliegio: 1100 m Granfratis
Vite: 963 m Gran Cuel
Alberi monumentali non segnalati: In località Gran Cuel vi sono 2 ciliegi a pochi metri di distanza con diametri rispettivamente di 1,05 m e 1,20 m. In località Pacoi sopra la borgata Gallizis esistono alcuni castagni compresi tra diametri di 0,80 e 1,15 m.

## Geografia antropica

### Paesi

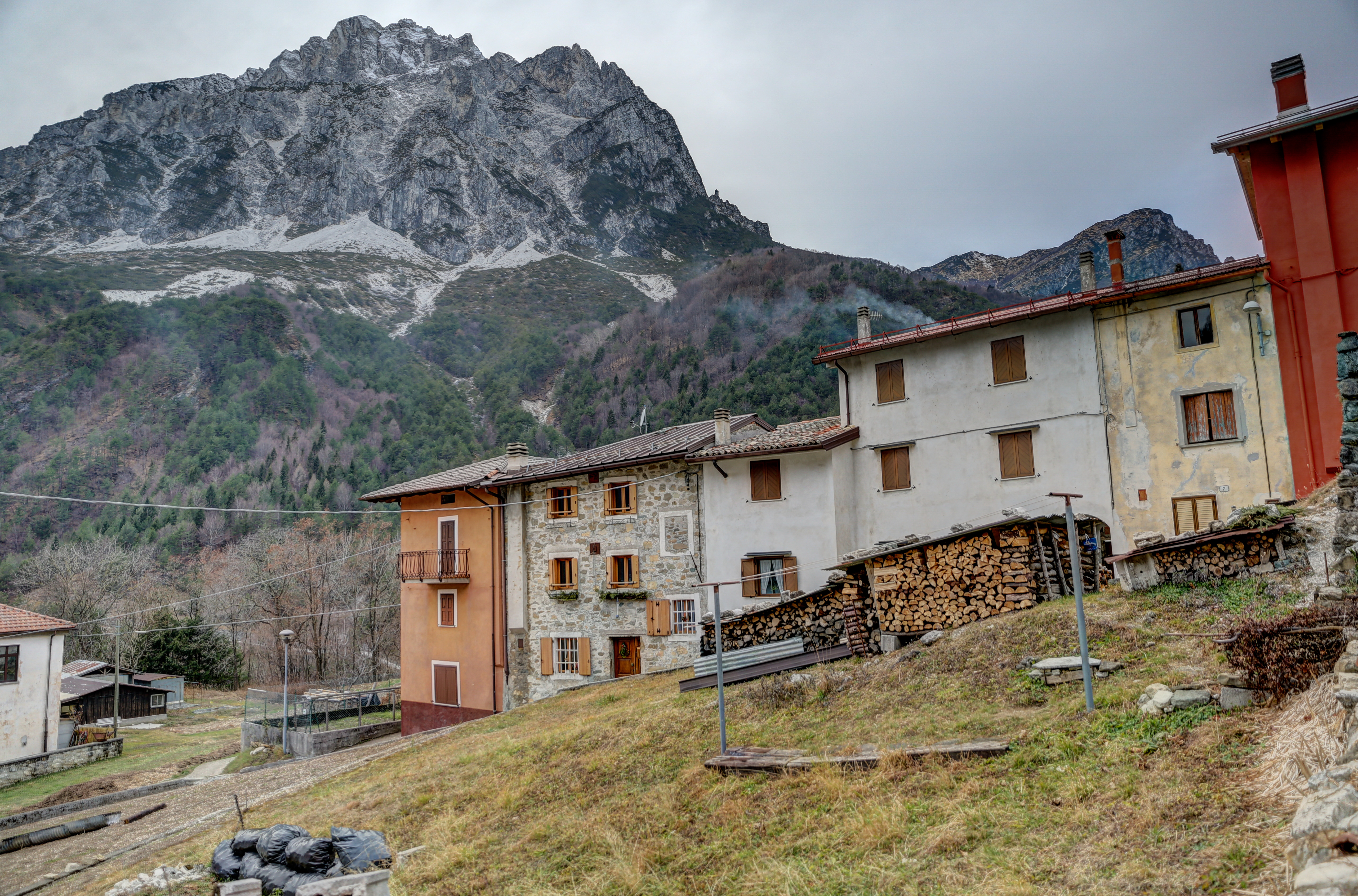
Dordolla e la Creta Grauzaria

Pradis è la prima frazione in sinistra orografica del torrente Aupa, divisa in quattro agglomerati su ampi terrazzi prativi. La borgata superiore (480 m), orientata in esposizione verso Est, affaccia sul versante sud della Creta Grauzaria. Da qui è possibile raggiungere la Riserva della Val Alba, ove ci sono testimonianze del primo conflitto mondiale fra cui un ospedale militare e diverse postazioni e la borgata disabitata di Riolada.
Da Pradis si raggiungono anche le borgatelle di Drentus (720 m) e Virgulins (700 m). L'altitudine media è di 450 m. Viene citato fin dal 1448 col nome di Seletti Pradis (prati saliceti). L'origine dei casali di Pradis alto come abitazioni permanenti sono da far risalire attorno alla prima metà del settecento. L'origine dei casali di Pradis basso invece è risalente alla seconda metà dell'Ottocento. Chiaranda è situata più a nord di Pradis a 420 m di quota. È riunita in un agglomerato di circa venti case e altre abitazioni nella piana sottostante. Citata dal 1691 come Stauli Cjaranda (cjarande=siepe). L'origine dei casali come abitazioni permanenti sono risalenti alla fine del seicento da parte dei Biancolini.
Grauzaria, 520 m, si trova sulla confluenza del Rio della Forcja con il torrente Aupa ed è un agglomerato di case disposte su un terrazzo prativo. Grauzaria, sorta come stavolo o pascolo stagionale si è sviluppata come insediamento stabile fra il cinquecento ed il seicento. Oltre l'Aupa vi è la località Frattis. Prende il nome dal celtico Gravhuz (terreno ghiaioso). L'origine del paese come insediamento stabile si ha intorno alla prima metà del seicento da parte dei Not. In località Plan da la Staipie vi era una casale fondato intorno nella seconda metà dell'Ottocento.

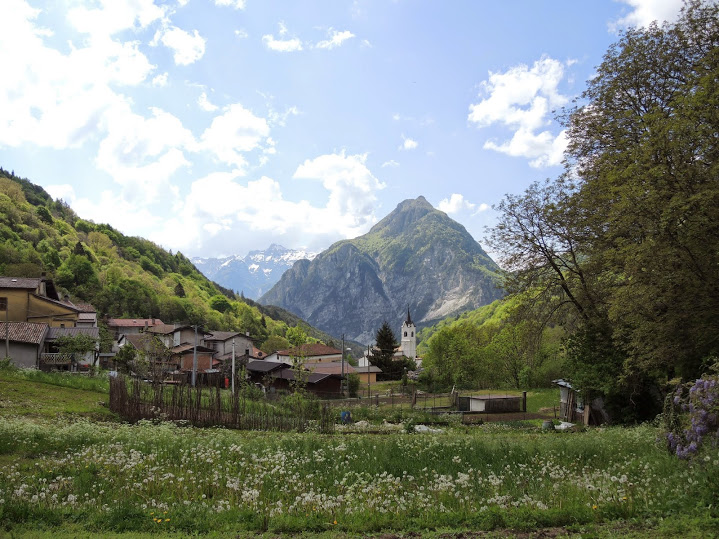
Il Creta Grauzaria

Dordolla è situata a 630 m ed è il centro più caratteristico della valle. A Dordolla si trova la chiesa di San Floriano del 1895 collocata in cima alla rupe che dà sul torrente Aupa. Poco distanti sono presenti le piccole borgate di Fassoz (624 m) e Zais (540 m). 
L'origine di Dordolla come insediamento stabile si fa risalire al cinquecento, tuttavia il toponimo di origine slava potrebbe far ipotizzare un'origine più antica di qualche secolo, in quanto potrebbe far pensare alla fondazione del paese da parte di genti di lingua slava.

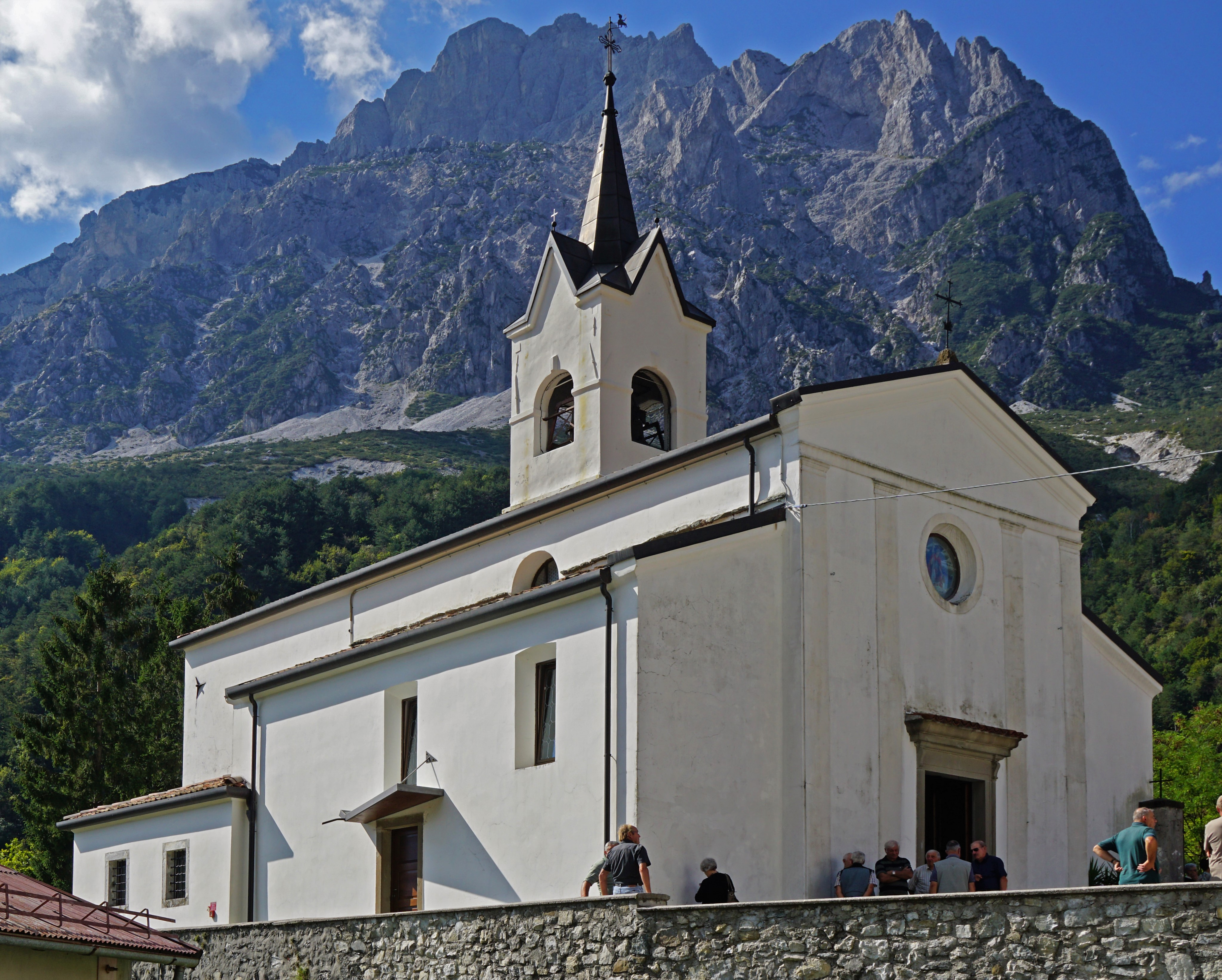
Chiesa di San Floriano a Dordolla

Bevorchians è formato da una quindicina di borgate e casali sparsi sui pendii e i pianori per circa 2 km di lunghezza della valle. L'altitudine media è di 690 m, fu il paese più popoloso della valle dal 1870 al 1990. 
L'origine dei casali come abitazioni permanenti è ordinata cronologicamente con i relativi cognomi dei fondatori: Gallizis-Frucs: seconda metà del seicento (Gallizia), Culos: prima metà del settecento (Gallizia) Saps: 1750 (Tolazzi da Dordolla), Matanins: 1760 (Faleschini) Costa dell'Andri: 1790 (Tolazzi da Dordolla) Coset: 1790 (Di Gallo- Not dal 1894), Cjampiui: 1825 (anno dell'acquisto da parte dei Filaferro ma fondato nella seconda metà del settecento) Nanghez:1845 (Filaferro) Ors: 1852 (Gardel), Gran Cuel: 1855 (Filaferro), Pacol da la Citte: 1860 (Filaferro), Belcis: 1890 (Filaferro), Gravons: 1890 (Gallizia).

## Storia
La storia della valle è legata a Moggio, probabilmente ancora prima dell'arrivo dei Romani ci furono passaggi e piccoli stanziamenti di Celti-Galli, nel II secolo a.C i romani presero possesso del territorio e probabilmente alcuni insediamenti temporanei avvennero in seguito alle migrazioni slave avvenute nel 700 d.c.. Fino al 1200 si esclude la presenza di insediamenti stabili anche se sicuramente la valle veniva percorsa e vi era qualche capanna.

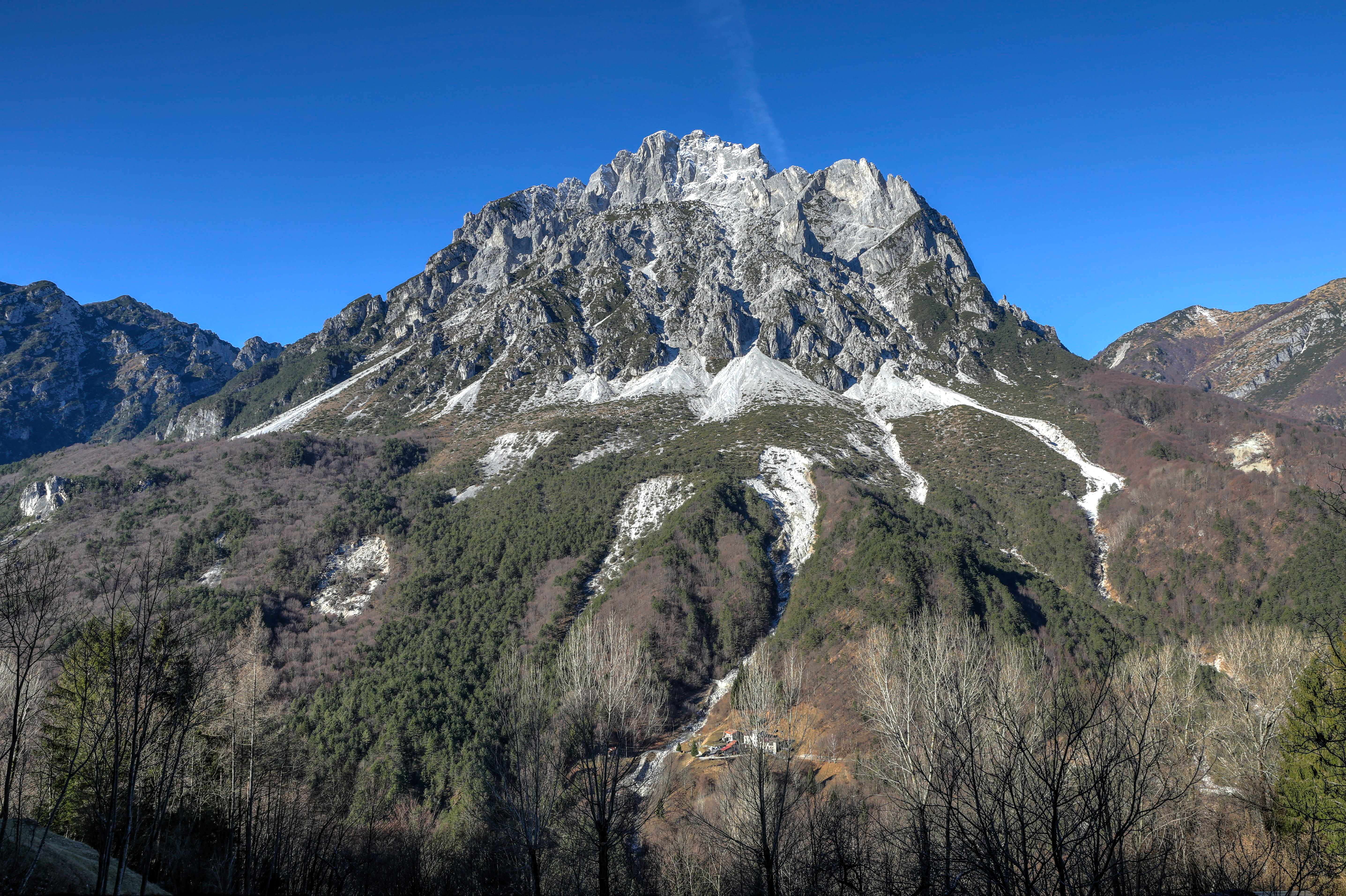
La Creta Grauzaria

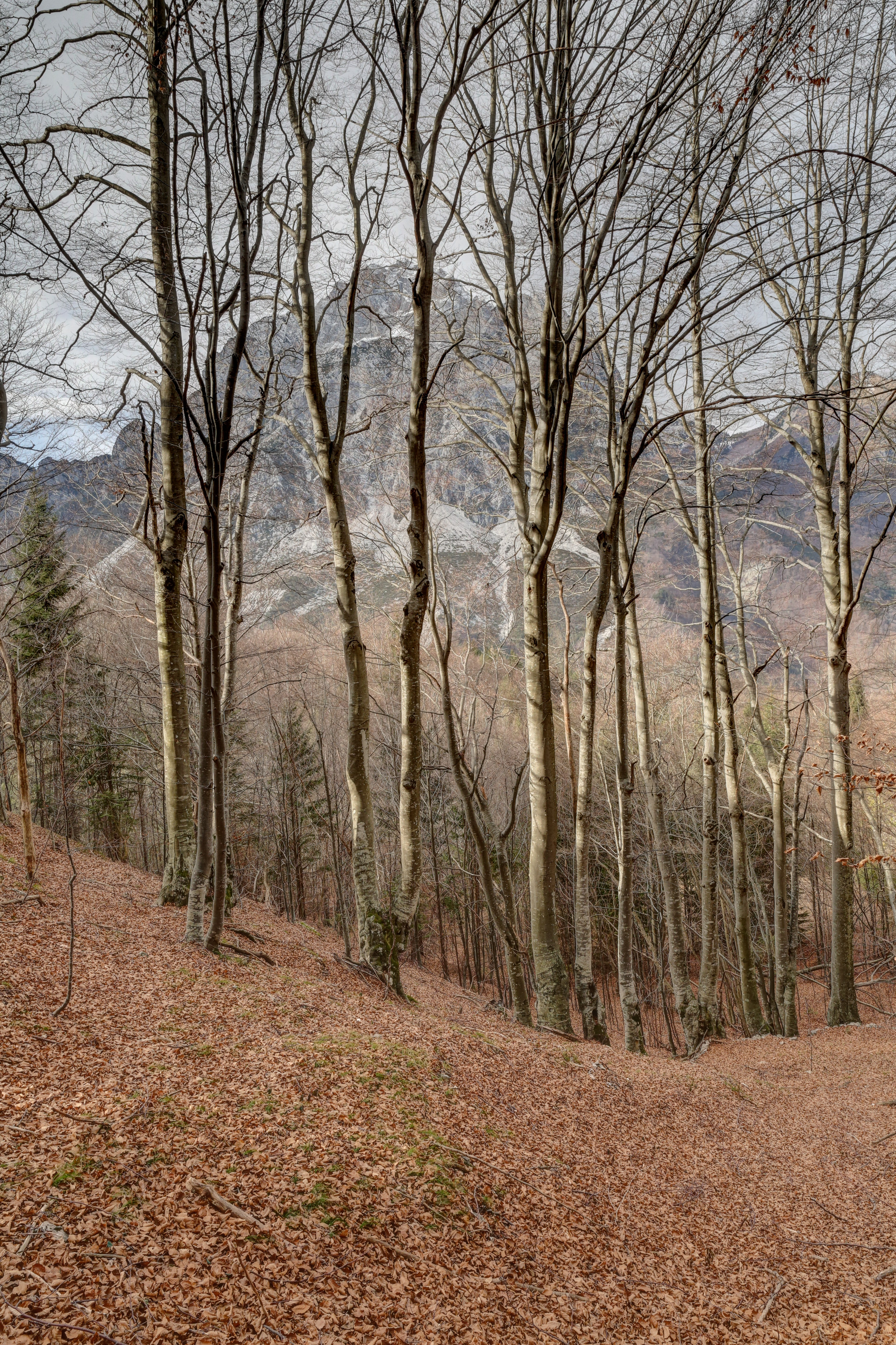
Paesaggio invernale in località Pustoz di Dordolla

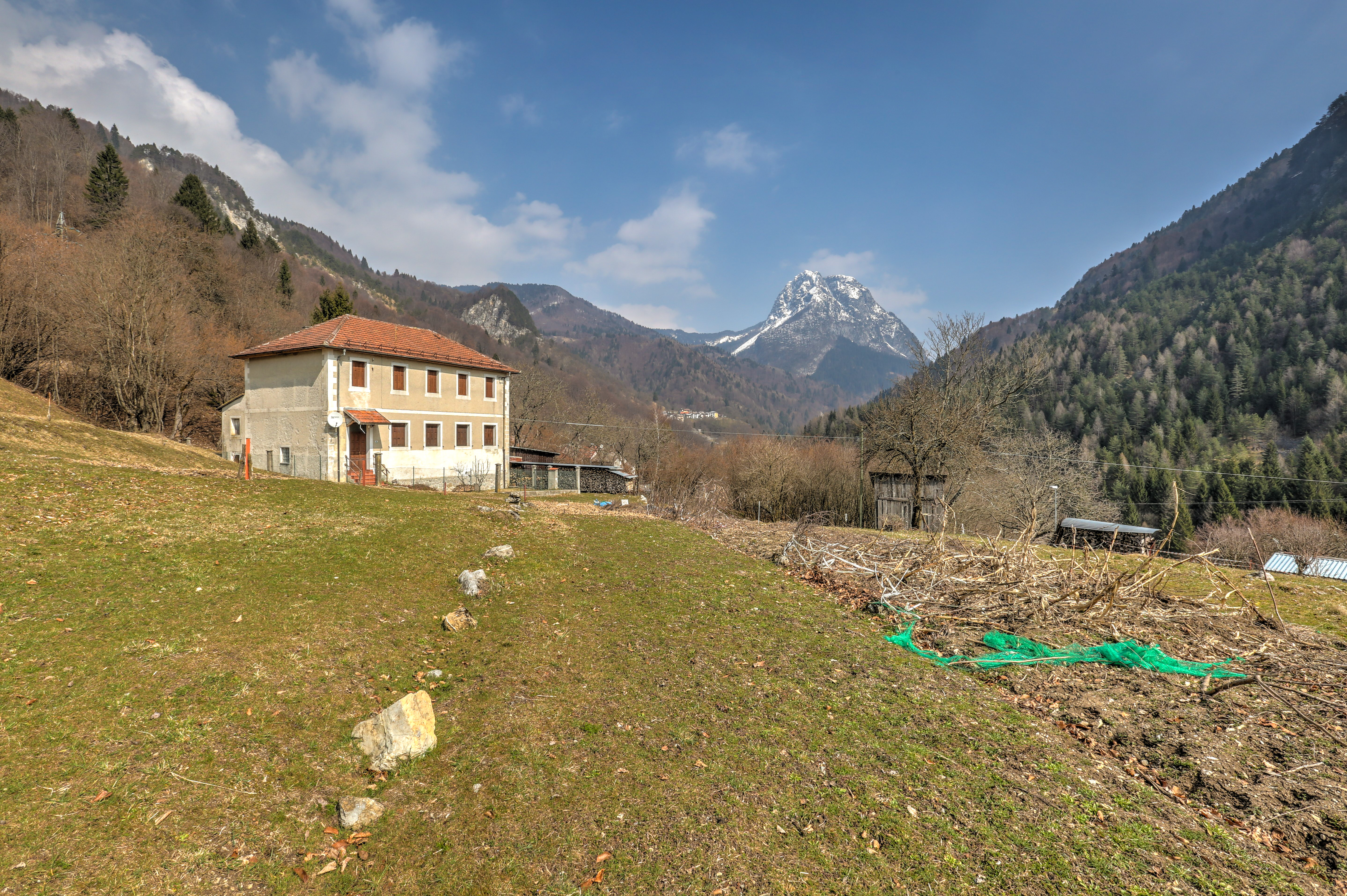
La scuola di Bevorchians in località Culos

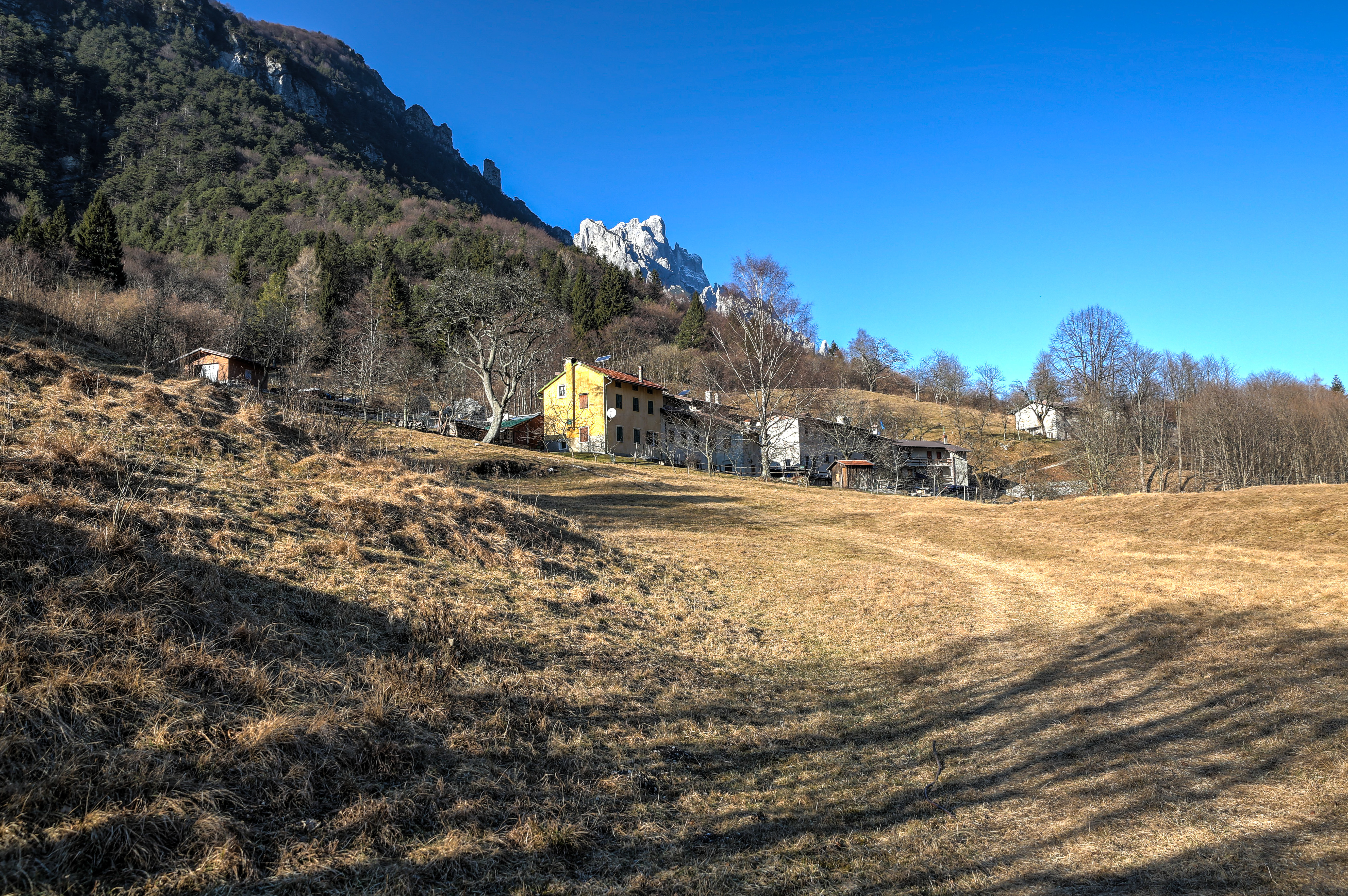
Borgo di Mezzo

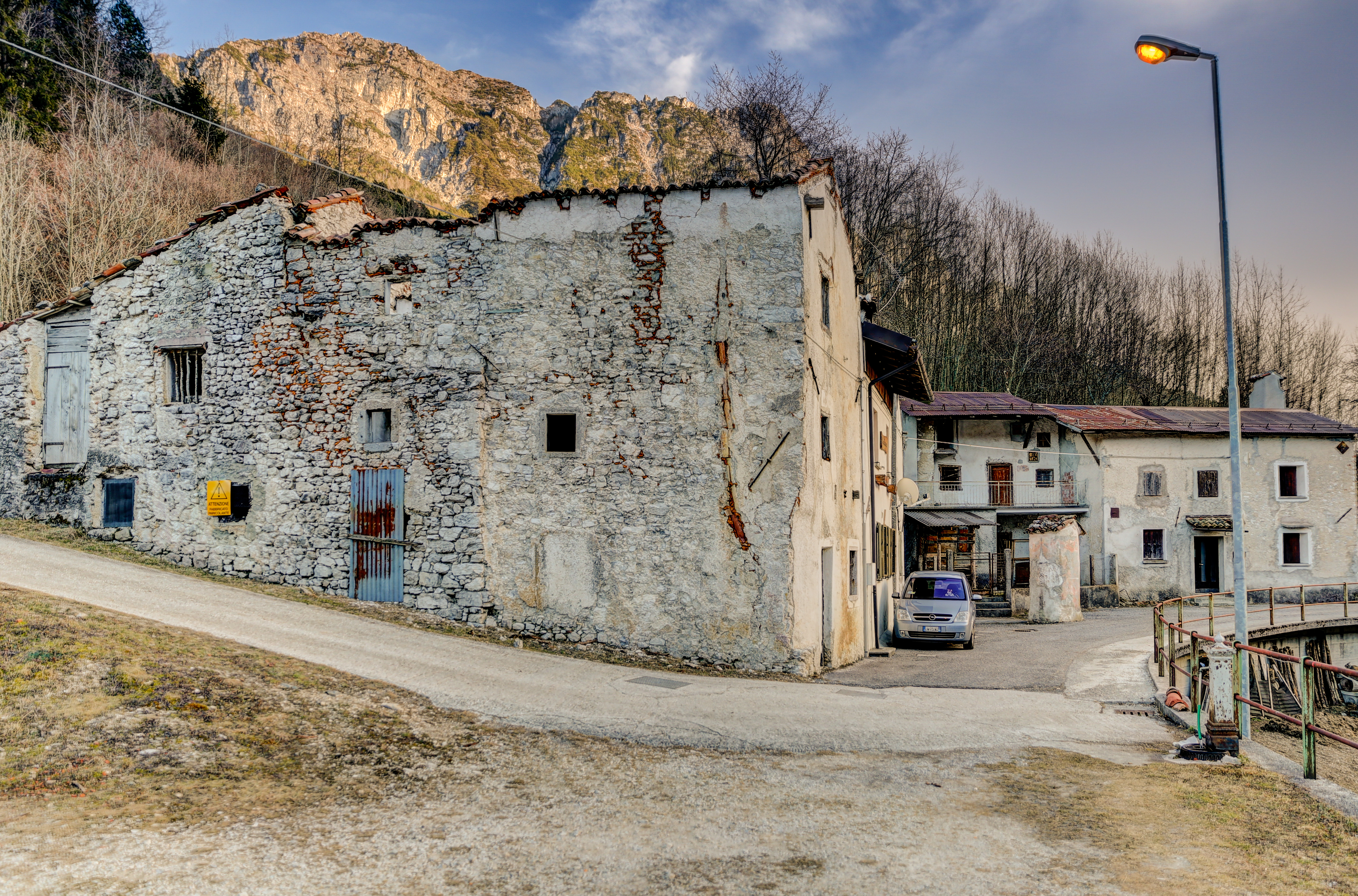
Virgulins superiore Drentus

Dopo il 1200 la valle, sotto il dominio dell'abbazia di Moggio, viene sfruttata per il legname e l'allevamento dai moggesi che costruiscono i primi "stavoli", che poi diventano insediamenti stabili. L'origine di Dordolla, a differenza di quella degli altri insediamenti, potrebbe invece essere di carattere difensivo, ed è già citata nel 1335, Bevorchians nel 1338, Grauzaria nel 1420, Pradis nel 1448 e Chiaranda nel 1691.
Sotto la Repubblica di Venezia vennero sfruttati i boschi di pino nero, di abete bianco e di larice presenti; vennero costruite anche due segherie (nel 1597 e nel 1620) e una strada carrabile per il trasporto del legname nei pressi di Bevorchians, poiché la bassa portata e irregolarità del regime del torrente impediva di praticare la fluitazione. Negli anni tra '500 e '600 si costruirono le prime casere, e in questo periodo si stima che la popolazione della valle non dovesse superare i 100 abitanti; Alla fine del settecento la comunità di Dordolla, che aveva superato le 100 unità eresse una cappella; fino ad allora le popolazioni di Dordolla ed anche di Bevorchians dovevano recarsi a Moggio per le funzioni religiose. 
Dopo il passaggio al Regno d'Italia nel 1866 nel 1880 venne istituita la prima scuola della valle a Bevorchians, e una seconda a Dordolla nel 1905.
Nel 1908 si registrò un forte terremoto che colpi soprattutto le frazioni di Dordolla e Bevorchians, la prima scossa del 10 luglio e le successive repliche, protrattesi per circa due mesi e mezzo. Le scosse furono comprese fra il 7º e l'8º grado della scala Mercalli con una magnitudo di circa 5,5. Furono evacuate molte case divenute insicure e si dovette provvedere ad alloggiare la popolazione in tende o altri edifici. Le rilevazioni furono condotte dal 17 al 20 luglio 1908, e quantificarono i danni subiti dagli edifici in 45.000-50.000 lire. I danni complessivi furono sicuramente maggiori, poiché le scosse continuarono fino alla fine del settembre 1908, aggravando la situazione iniziale.
Nel 1915 venne sostituita la vecchia carrozzabile, distrutta in vari punti, da una strada rotabile larga circa 5 m. Nel 1915 scoppiò la guerra e la testata della val Aupa era sulla linea di confine, perciò tutta la zona che va dal Monte Cullar, al Palon di Lius, alla Crete dal Crons divenne prima linea: vennero costruiti presidi, infermeria, salmerie e alloggi per i soldati impiegati sul fronte (a Bevorchians). Ci fu qualche esplosione di proiettili di medio calibro nella zona di Bevorchians, ma senza danni per la popolazione..
Nel 1916 il Re Vittorio Emanuele III venne a visitare il presidio di Bevorchians e quella fu la prima volta, sia che arrivava un re in valle, sia che ci arrivava un'auto. 
Il 27 ottobre 1917 la popolazione della valle venne obbligata a evacuare i villaggi non perché gli austriaci stavano avanzando ma per paura di sabotaggi a danno dell'esercito italiano (come in molte altre parti del Friuli); La popolazione che lasciò i paesi si può riassumere nella metà dei paesi di Grauzaria, Pradis, Chiaranda e Dordolla mentre gli abitanti di Bevorchians vennero obbligati tutti ad evacuare il paese anche se dopo pochi giorni venne accordato loro il permesso di rimanere perché invece di evacuare si nascondevano nei fienili nelle località Pustots-Broili-Gjardonaz. L'esercito austriaco non arrecò tuttavia nessun disturbo alla popolazione rimasta.
Dal gennaio 1944 all'aprile 1945 i tedeschi si stabilirono nella scuola di Bevorchians costituendo un presidio fisso per contrastare l'azione dei partigiani presenti nella zona ma senza disturbare la popolazione del paese con la quale il rapporto era buono (Lo stesso Filaferro Guido detto "Mucul", che parlava uno stentato carinziano, si intratteneva scambiando le sue uova con tabacco da pipa per sé e cioccolate per i figli oltre ad altri generi vari). Quando se ne andarono i tedeschi dichiararono, a Guido Filaferro (abitante in Belcis, 1900-1968), che sapevano dov'erano i partigiani in ogni casa e se avessero voluto avrebbero ucciso tutti. (Testimonianza Filaferro Andreina cl. 1932). 
Qualche anno più tardi iniziò il fenomeno dell'emigrazione e la popolazione della valle, nel giro di pochi anni, si ridusse a 900 abitanti, per poi calare progressivamente fino a poche centinaia. Il terremoto del 1976 portò gravi danni alle abitazioni ed accentuò il già marcato spopolamento.

### Costruzioni storiche
Le costruzioni antiche in Val Aupa sono state danneggiate e quasi scomparse a causa dei terremoti del 1908, 1928 e 1976, ma si possono tuttavia trovare degli edifici di un discreto valore architettonico: a Dordolla la chiesa di San Floriano del 1895, il paese stesso di Dordolla con il suo agglomerato di case strette a sé stesse in un garbuglio di viuzze, il Mulino dell'Ors a Bevorchians del 1797 e la casermetta militare in Sella Cereschiattis risalente al 1913. L'edificio più antico, tuttora esistente, è una casa della borgata Gallizis, a Bevorchians, datata 1727. Probabilmente anche a Dordolla esiste qualche edificio risalente almeno in parte al seicento o settecento; Non esistono tuttavia datazioni o riferimenti che le individuino. A Bevorchians, in località Gravons ed in località Coset, si possono intuire i siti in cui esistevano fino agli anni dieci del secolo scorso la segheria dei Pelis e la segheria del coset presenti rispettivamente dal 1597 e dal 1620 ed attive rispettivamente fino al 1916 e fino alla fine degli anni venti.

## Economia

### Il patrimonio zootecnico
Al 1º gennaio 2022 il patrimonio zootecnico era di 38 bovini, 70 caprini e 45 ovini. In Val Aupa vengono sfalciati circa 30 ettari di prato sui circa 60 esistenti, a causa della mancanza di incentivi da parte della provincia e dell'amministrazione comunale per lo sfalcio dei prati incolti con condizioni e pendenze caratteristiche montane. Tuttavia in val Aupa si ha l'ultimo caso in tutto il Canal del Ferro dell'antica pratica dell'utilizzare lo stavolo di mezza costa per il bestiame prima della monticazione (aprile-maggio) e dopo la monticazione (settembre-ottobre). Lo stavolo dei Forans 857 m (in alta Val Aupa dopo Bevorchians) viene utilizzato per questa antica pratica, 50 anni fa comune a quasi tutte le famiglie, da un agricoltore di Pradis.

## Infrastrutture

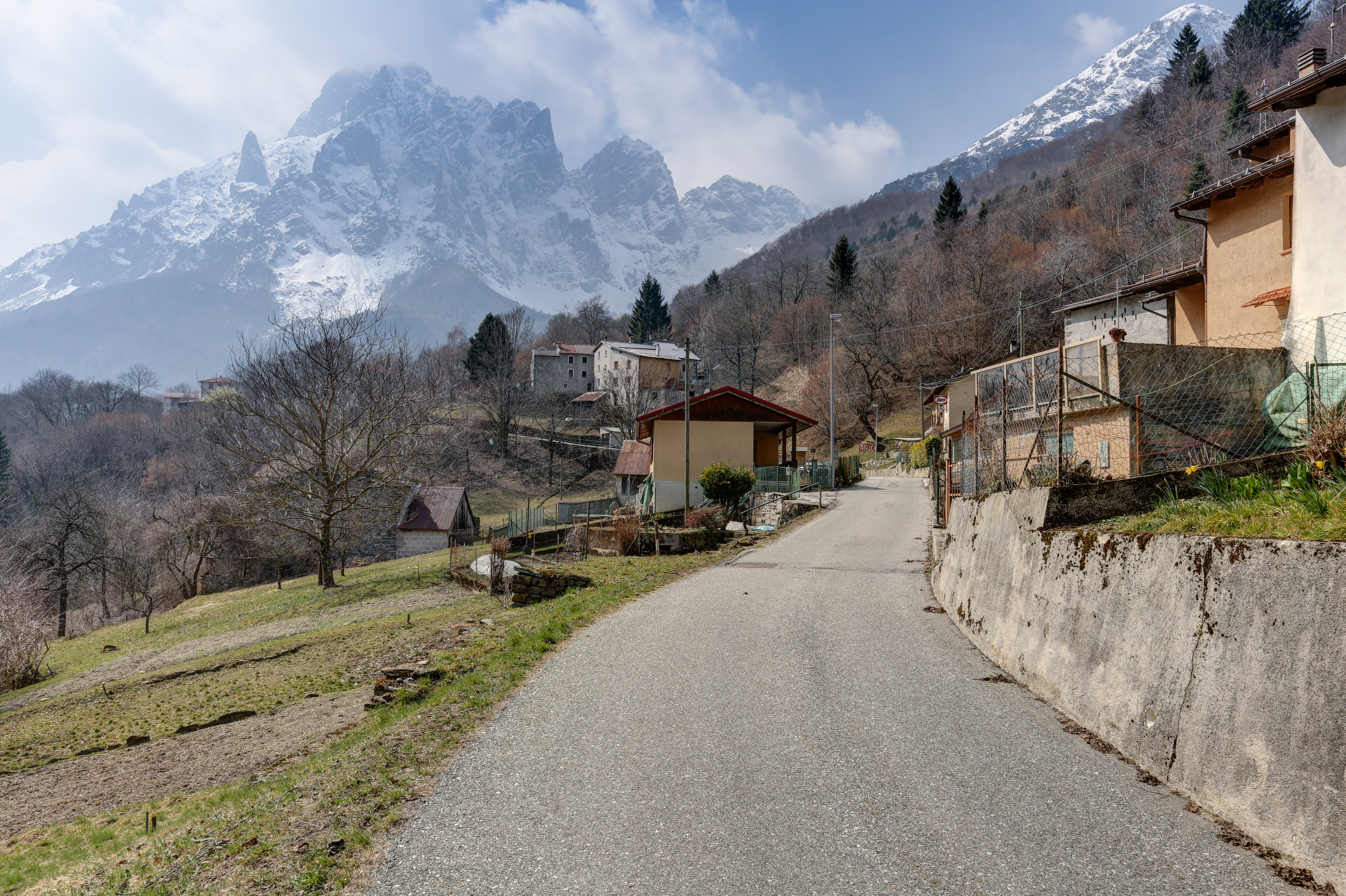
La Creta Grauzaria vista dalla borgata Gallizis

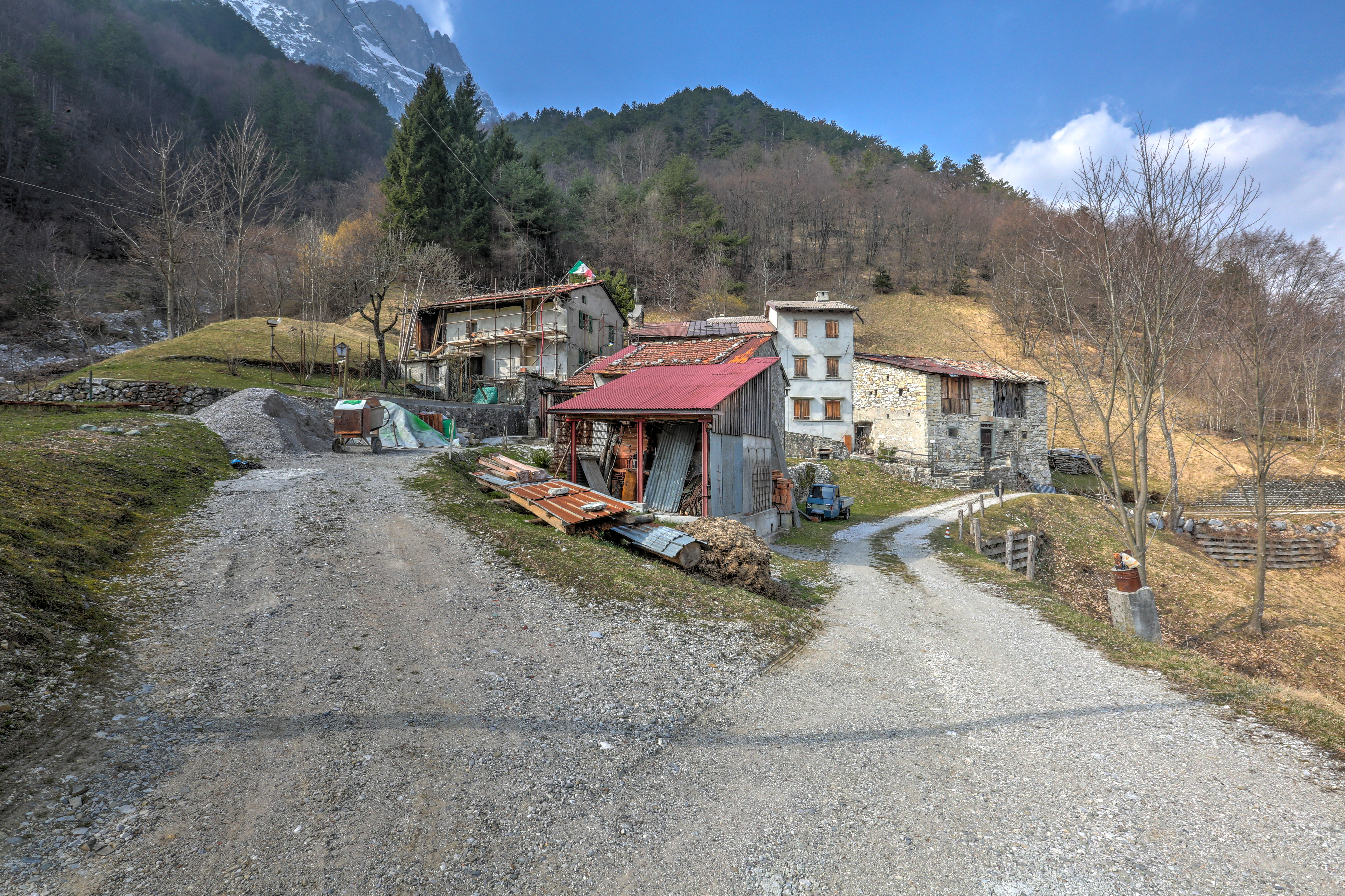
Fassoz

Nel 1923 Dordolla fu il primo paese ad avere la corrente elettrica, dal 1946 anche Bevorchians e Grauzaria. In questi paesi vi erano società elettriche cooperative che avevano realizzato centraline idroelettriche per la produzione di energia elettrica.
La prima latteria sociale turnaria della valle venne istituita nel 1922 a Bevorchians.
La strada della val Aupa venne asfaltata nel 1968. Nella valle ci sono circa 480 edifici: 160 a Bevorchians, 130 a Dordolla, 75 a Grauzaria, 45 a Chiaranda e 70 a Pradis.
Per quanto riguarda i mulini, ricordiamo che erano 8 in tutta la valle, il primo a Pradis, asportato dalla piena del 1920, il secondo a Grauzaria dove ora ha sede un allevamento di trote, 2 a dordolla, uno detto "dal Dognit" che sorgeva alla confluenza del rio di Val con il torrente Aupa e il mulin dal Pâgno, situato sempre sullo stesso rio ma 100 metri di quota più a monte (il primo funzionante fino al 1930 circa, il secondo fino al 1915); a Bevorchians se ne trovavano quattro: il primo, detto dell'Ors, situato alla confluenza del rio Fontanaz con il torrente Aupa attivo fino al 1953, il secondo, quello del "Coset", attivo circa fino ai primi anni venti, il mulin dal Dodoine alla confluenza del rio Moroldo con il torrente Aupa attivo fino al 1919 e poi trasformato in Latteria, e infine il mulin dal cucjâr che si trovava in località Pustote e traeva forza dalle acque dell'Aupa; quest'ultimo asportato come quello di Pradis dalla piena del 1920.
In val Aupa passa il metanodotto che giunge dalla Russia. È stato costruito nel 1974 e in seguito rimodernato. L'edificio situato a quota più alta è il "Cjasut da Siòr" situato su una spalla del monte Forcjadice a quota 1732 m. Era una costruzione risalente alla prima guerra mondiale ed è stato poi sistemato da volontari come ricovero sempre aperto. La chiesa di Dordolla è stata costruita fra il 1891 e il 1895 dai capifamiglia di Bevorchians (all'epoca 72) e da quelli di Dordolla (all'epoca 63) in comune accordo fra loro nel ricostruire la chiesa nel medesimo posto dove sorgeva l'antica cappella. Questo perché essendo l'abitato di Bevorchians molto dispersivo non metteva d'accordo i capifamiglia sul luogo in cui sarebbe dovuta sorgere la chiesa, perciò si decise di costruirla insieme agli abitanti di Dordolla nel luogo in cui si trova tuttora.
L'alluvione del 1920 asportò tutti i ponti e le passerelle sull'Aupa, una decina di case, una scuola (Pradis) e due mulini. Nel 1953 cessava l'attività l'ultimo mulino della vall'Aupa quello dell'Ors dopo oltre 150 anni di esistenza. Sempre nel 1953 venivano chiuse le miniere del Rio da li Fous e dell'Andri. Il minerale di Fluorite, Galena e Piombo estratto dal 1928 al 1953 ammontava a circa 17.444 tonnellate (12866 t Fous, 4758 t Andri). (Nel gennaio 1951 perì tragicamente Gallizia Rita di 26 anni, unica vittima del lavoro in miniera).